# 丹伯里 (北卡羅萊納州)
丹伯里（英語：Danbury）是一個位於美國北卡羅萊納州斯托克斯縣的城市，為斯托克斯縣之縣治。

## 人口
根據2020年美國人口普查的數據，丹伯里的面積為1.95平方千米，當中陸地面積為1.94平方千米，而水域面積為0.01平方千米。當地共有人口142人，而人口密度為每平方千米73人。